# DEMONLOVER デーモンラヴァー
『DEMONLOVER デーモンラヴァー』（原題: Demonlover）は、オリヴィエ・アサイヤス監督・脚本による2002年のフランスのスリラー映画。第55回カンヌ国際映画祭コンペティション部門に出品された。

## あらすじ
ヴォルフ社は、3Dのポルノ・アニメを手がける東京アニメ社の買収に動いている。幹部のディアーヌ（コニー・ニールセン）は、助手のエリース（クロエ・セヴィニー）に妨害されながらも、エルヴェ（シャルル・ベルリング）と東京へ行き、交渉を進めていく。
買収権を獲得したヴォルフ社は、デーモンラヴァー社との提携の交渉に入る。しかし実際には、ディアーヌはデーモンラヴァー社と対立するマンガトロニクス社から送り込まれた産業スパイであった。彼女は、性的な拷問を実況するウェブサイト「ヘルファイア・クラブ」の経営母体がデーモンラヴァー社であるらしいということを突き止める。
ディアーヌは、上司の命令により、デーモンラヴァー社の社長エレイン（ジーナ・ガーション）のホテルの部屋に侵入し、情報を盗もうとする。しかし、ディアーヌが退出する前に、エレインが部屋へ戻ってくる。格闘を繰り広げた末に、頭部への打撃でディアーヌは昏倒し、エレインも出血多量で気絶する。ディアーヌが目を覚ますと、ホテルの部屋にエレインの姿はなく、全ての痕跡が何者かによって消されていた。
やがて、エリースとエルヴェはデーモンラヴァー社からヴォルフ社に送り込まれた産業スパイであるということが明らかになる。親密になったディアーヌとエルヴェはベッドに入るが、ディアーヌはハンドバッグに手を伸ばし、隠し持っていた拳銃でエルヴェを射殺する。
ディアーヌは「ヘルファイア・クラブ」の撮影地に連行される。脱走を図ったディアーヌは建物を出て車に乗り込むが、自動車事故に巻き込まれ、脱走は失敗に終わる。
アメリカ合衆国の郊外に暮らす少年が、父親のクレジットカードを使って「ヘルファイア・クラブ」のウェブサイトを閲覧する。その画面に映し出されているのは、ラバースーツを着たディアーヌが拷問部屋に監禁されている姿だった。

## キャスト
- ディアーヌ - コニー・ニールセン
- エリース - クロエ・セヴィニー
- エルヴェ - シャルル・ベルリング
- エレイン - ジーナ・ガーション
- ヴォルフ - ジャン＝バプティスト・マラルトル
- カレン - ドミニク・レイモン
- ジーナ - ジュリー・ブローシェン
- ショウジ - 大森南朋
- エイコ - 山崎直子

## 評価
Metacriticでは、28件のレヴューで平均値は64点だった。Rotten Tomatoesでは、76件のレヴューで支持率は49%、平均値は5.5点だった。
『Variety』のトッド・マッカーシーは、「ディアーヌの人物像は明瞭に描かれていないことが、物語が進むにつれて明らかになってくる」と指摘して、本作を批判した。一方、『Slant Magazine』のエド・ゴンザレスは、本作における女性たちの存在感を評価し、最も強烈な印象をもたらす役者としてクロエ・セヴィニーを挙げている。
『Chicago Tribune』のマイケル・ウィルミントンは、「距離を置いて本作を見れば、スリラー映画としての慣習にとらわれることなく、作品にこめられた性的あるいは政治的な皮肉を受け取ることができるだろう」と述べた。